# Metaphidippus bisignatus
Metaphidippus bisignatus là một loài nhện trong họ Salticidae.
Loài này thuộc chi Metaphidippus. Metaphidippus bisignatus được Cândido Firmino de Mello-Leitão miêu tả năm 1945.